# Saccardoella montellica
Saccardoella montellica är en svampart som beskrevs av Speg. 1879. Saccardoella montellica ingår i släktet Saccardoella, klassen Sordariomycetes, divisionen sporsäcksvampar och riket svampar.   Inga underarter finns listade i Catalogue of Life.